# Philip Burger
Philip Burger (Pretòria, 28 d'agost de 1980) és un jugador de rugbi a XV sud-africà que ocupa la posició d'extrem a l'equip de la Unió Esportiva Arlequins de Perpinyà (1,86 m i 85 kg).

## Carrera
- Free State Cheetahs
- Central Cheetahs
- Des de 2007 : USAP

## Palmarès
- Currie Cup 2006
- Màxim anotador d'assaigs a la Currie Cup 2006 (15 en 14 partits disputats)